# BOBmusik – Das gelbe Album
BOBmusik – Das gelbe Album ist ein Studioalbum der Zeichentrickfigur SpongeBob Schwammkopf. Der Sänger der Songs auf dem Album ist der deutsche Synchronsprecher von SpongeBob Santiago Ziesmer.

## Hintergründe und Erscheinung

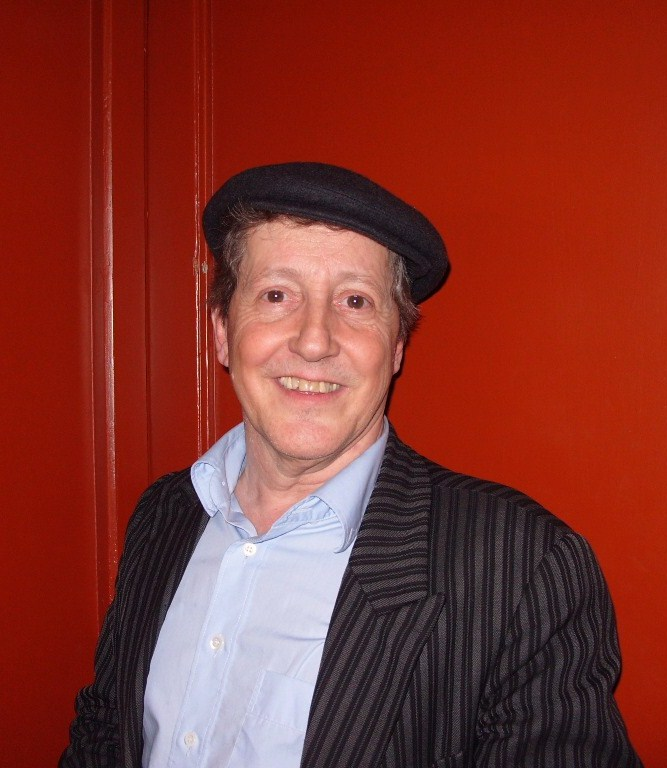
Der Sänger der Songs Santiago Ziesmer

Das Album umfasst insgesamt fünfzehn Tracks, davon ist aber nicht jedes ein Song. Der erste Track BOBmusik (Es geht los) ist das Intro, der neunte Track Wer bin ich? ist eine Einführung zum zehnten Track Taube Nüsschen, wo nur Santiago Ziesmer (SpongeBob) und Cathlen Gawlich (Sandy) sprechen. Der vierzehnte Track BOBmusik (Was schon zu Ende?) ist das Outro des Albums und auf dem fünfzehnten Track Von vorn anfangen hört man ebenso Santiago Ziesmer (SpongeBob) sprechen.
Alle restlichen Tracks (mit Ausnahme von Taube Nüsschen) sind richtige Songs, die aber die Melodie eines anderen sehr bekannten Songs haben. Taube Nüsschen wurde aus dem SpongeBob Schwammkopf Film entnommen.
Das Album erschien am 11. März 2011 in Deutschland, Österreich und der Schweiz. Am selben Tag erschien der Song Lecker Lecker als Single. Nachdem die zweite Single Hummer nach der Veröffentlichung des Albums erschienen war, erschien So ein schöner Schwamm letztendlich auch noch als Single, hatte aber dasselbe Cover wie das Album.

## Rezeption
In Deutschland verkaufte sich das Album gut, bereits nach der ersten Woche war es auf Platz 17 der deutschen Albumcharts. In Österreich verkaufte sich das Album noch besser und wurde ein Nummer-eins-Hit. Das Album bekam nicht viel Kritik. Es wurde als „bunte und lustige Scheibe“ bezeichnet. Die Seite Terrorverlag.de meinte, Das gelbe Album sei „ein buntes Krabbenburger-Büffet aus 14 buntgemischten Kompositionen“. Auf iTunes bekam es von den Nutzern durchschnittlich 4,5 von 5 möglichen Sternen.

## Titelliste
| #  | Titel                                    | (Original-)Produzent  | Originaltitel                                            | Länge | Interpreten                          |
| -- | ---------------------------------------- | --------------------- | -------------------------------------------------------- | ----- | ------------------------------------ |
| 01 | BOBmusik (Es geht los)                   | David Vogt            | BOBmusik (Es geht los)                                   | 01:05 | Santiago Ziesmer                     |
| 02 | Lecker Lecker                            | Shakira               | Shakira – Waka Waka (This Time for Africa)               | 03:23 | Santiago Ziesmer                     |
| 03 | Hummer                                   | Mr. Reedoo            | Culcha Candela – Hamma!                                  | 03:30 | Santiago Ziesmer und Cathlen Gawlich |
| 04 | Thaddäus Deos                            | Erick Morillo         | Reel 2 Real – I Like to Move It                          | 02:32 | Santiago Ziesmer                     |
| 05 | Zack Zack                                | Kesha                 | Kesha – Tik Tok                                          | 03:25 | Santiago Ziesmer                     |
| 06 | Hey, das geht ab                         | Thomas Christian Jene | Die Atzen – Das geht ab! (Wir feiern die ganze Nacht)    | 03:17 | Santiago Ziesmer                     |
| 07 | Monsterqualle                            | Krutsch               | Culcha Candela – Monsta                                  | 03:06 | Santiago Ziesmer                     |
| 08 | So ein schöner Schwamm (Das Schwammlied) | Andreas Donauer       | Donikkl – So a schöner Tag (Fliegerlied)                 | 02:43 | Santiago Ziesmer                     |
| 09 | Wer bin ich?                             | David Vogt            |                                                          | 00:46 | Santiago Ziesmer und Cathlen Gawlich |
| 10 | Taube Nüsschen                           | Dee Snider            | Twisted Sister – I Wanna Rock                            | 02:56 | Friedemann Benner                    |
| 11 | Thaddäus, wach auf!                      | J. Thele              | Scooter – How Much Is the Fish?                          | 03:46 | Santiago Ziesmer                     |
| 12 | Heute feiern wir Geburtstag              | Johnson Peterson      | Yolanda Be Cool – We No Speak Americano! (feat. DCUP)    | 02:27 | Santiago Ziesmer                     |
| 13 | Ode an die Dusche                        | David Vogt            | Ludwig van Beethoven – Ode an die Freude                 | 02:32 | Santiago Ziesmer                     |
| 14 | BOBmusik (Was schon zu Ende?)            | David Vogt            | Gusttavo Lima – Balada (Tchê Tchê Rere) (Cássio Sampaio) | 03:48 | Santiago Ziesmer                     |
| 15 | Von vorn anfangen                        |                       |                                                          | 02:57 | Santiago Ziesmer                     |

## BOBmusik – Das gelbe Winteralbum
Am 25. November 2011 erschien das Album BOBmusik – Das gelbe Winteralbum, das auch von Sony BMG veröffentlicht wurde. Das Album beinhaltete alle Tracks, die auch auf dem Album BOBmusik – Das gelbe Album vorhanden sind und dazu noch zwei weitere Songs mit den Namen Schnee in Bikini Bottom und Frohes Fest. Beide Songs wurden auch von Santiago Ziesmer gesungen. Wie auch bei den meisten Songs auf dem Album haben die Songs Melodien von anderen bekannten Songs. Auf dem Cover des Albums sieht man SpongeBob mit einer Weihnachtsmann-Mütze. Der Song Schnee in Bikini Bottom ist auch gleichzeitig als Single veröffentlicht worden. In den Charts zählen BOBmusik – Das gelbe Album und BOBmusik – Das gelbe Winteralbum als ein Album. Das heißt, wenn Das gelbe Winteralbum eine höhere Platzierung als Das gelbe Album hätte, würde dies auch für Das gelbe Album zählen. Die beiden neuen Songs haben in der Trackliste die Nummern zwei und vier, sodass sich die Songs, die eigentlich an dessen Stelle sind jeweils verschieben. Hier ist der Ausschnitt aus der Trackliste mit den beiden Liedern:
| #      | Titel                   | (Original-)Produzent | Originaltitel             | Länge |
| ------ | ----------------------- | -------------------- | ------------------------- | ----- |
| 2      | Schnee in Bikini Bottom | Stefan Gordy         | LMFAO – Party Rock Anthem | 04:03 |
| 4      | Frohes Fest             | Max Martin           | P!nk – Raise Your Glass   | 03:29 |
| Gesamt | Gesamt                  | Gesamt               | Gesamt                    | 49:45 |

## Charts

### Album
| ChartsChartplatzierungen | Höchstplatzierung | Wochen |
| ------------------------ | ----------------- | ------ |
| Deutschland (GfK)        | 12 (24 Wo.)       | 24     |
| Österreich (Ö3)          | 1 (26 Wo.)        | 26     |
| Schweiz (IFPI)           | 42 (8 Wo.)        | 8      |

### Singles
| Jahr | Titel         | Höchstplatzierung, Gesamtwochen, AuszeichnungChartplatzierungen (Jahr, Titel, Platzierungen, Wochen, Auszeichnungen, Anmerkungen) | Höchstplatzierung, Gesamtwochen, AuszeichnungChartplatzierungen (Jahr, Titel, Platzierungen, Wochen, Auszeichnungen, Anmerkungen) | Höchstplatzierung, Gesamtwochen, AuszeichnungChartplatzierungen (Jahr, Titel, Platzierungen, Wochen, Auszeichnungen, Anmerkungen) | Anmerkungen                         |
| Jahr | Titel         | DE | AT | CH | Anmerkungen                         |
| ---- | ------------- | --- | --- | --- | ----------------------------------- |
| 2011 | Lecker Lecker | DE43 (6 Wo.)DE | AT45 (2 Wo.)AT | — | Erstveröffentlichung: 11. März 2011 |

Ohne offizielle Single-Charts-Platzierung
- 2011: Hummer
- 2011: So ein schöner Schwamm (Das Schwammlied)
- 2011: Schnee in Bikini Bottom